# ساموش‌آندیالوش
ساموش‌آندیالوش (به مجاری:  Szamosangyalos) یک منطقهٔ مسکونی در مجارستان است که در ناحیه چنگر واقع شده‌است. ساموش‌آندیالوش ۸٫۱ کیلومتر مربع مساحت و ۴۶۰ نفر جمعیت دارد.